# Sarrola-Carcopino
Sarrola-Carcopino es una comuna y población de Francia, en la región de Córcega, departamento de Córcega del Sur.
Su población en el censo de 1999 era de 1.424 habitantes.

## Demografía
| 511 | 534 | 508 | 812 | 1 424 | 1 801 |
| Para los censos de 1962 a 1999 la población legal corresponde a la población sin duplicidades (Fuente: INSEE [Consultar]) |     |     |     |       |       |